# Косырёвка (Липецкая область)
Косырёвка — село Косырёвского сельсовета Липецкого района Липецкой области. Расположено на Елецком шоссе.

## История
Косырёвка возникла не позднее 1846 года, так как в этот период она уже упоминается как деревня прихода с. Сырского. Прежде она была центром Косырёвского сельского совета (отсюда его название), однако до осени 2010 года посцентром являлась деревня Бруслановка. В 2010 году Косыревка вновь стала центром Косыревского сельского совета.
В 1987 году в Косырёвке открылось крупнейшее в Липецке и его окрестностях Косырёвское кладбище. Его территория — 60 гектаров. Сегодня кладбище закрыто; вместо него будет работать кладбище в районе завода «Центролит» (Сырский Рудник).

## Население
| 2010 | 2012  | 2021  |
| ---- | ----- | ----- |
| 1681 | ↗1974 | ↗3270 |

## Инфраструктура
В 2009 году построили кондитерскую фабрику ЗАО «Мерлетто» Так же был построен колбасный цех ООО «Гелиос».
В 2011 начато строительство кондитерской фабрики «Рошен». Фабрика была закрыта в 2017 году.
В 2009 году было начато строительство церкви Покрова Пресвятой Богородицы, которая в настоящее время действует.

## Транспорт
В 2012 построена стоянка для маршрутных автобусов. До Косырёвки из областного центра ходят липецкие городские автобусы № 13, 35 и 179.